# Love & Other Bruises
Love & Other Bruises è il terzo album in studio del gruppo rock australiano Air Supply, pubblicato nel 1977.

## Tracce
Tutte le tracce sono di Graham Russell.
1. Love and Other Bruises
2. What a Life
3. Feel the Breeze
4. Who Will Love Me Now
5. Do It Again
6. The End of the Line
7. Ready for You
8. Empty Pages
9. Does It Matter
10. That's How the Whole Thing Started (Russell, Johann Pachelbel)